# Alfons IX de Lleó
Alfons IX de Lleó (Zamora, 1171-Vilanova de Sarria, 1230) fou rei de Lleó (1188-1230).
Fou el fill gran del rei Ferran II de Lleó i la seva primera esposa Urraca de Portugal. Segons la numeració cronològica real del Regne de Lleó hauria de ser conegut com a Alfons VIII de Lleó, però la seva denominació amb l'ordinal IX està més popularitzada.

## Núpcies i descendents
Es casà el 1191 a Guimaraes amb Teresa de Portugal, filla de Sanç I de Portugal i Dolça de Barcelona. El matrimoni fou anul·lat el 1194 però van tenir:
- Ferran de Lleó (1192-1214)
- Sança de Lleó (1193-v 1243)
- Dolça de Lleó (1194-v 1243)

El desembre 1197 es tornà a casar a la ciutat de Valladolid amb Berenguera de Castella, filla d'Alfons VIII de Castella i Elionor d'Anglaterra.
- Berenguera de Lleó (1198-1235), casada amb Joan de Brienne, rei-regent de Jerusalem
- Constança de Lleó (1200-1242), monja al Monestir de Las Huelgas
- Ferran III de Castella (1201-1252), rei de Castella i rei de Lleó
- Elionor de Lleó (1202)
- Alfons de Molina (1203-1272), senyor de Molina i Mesa

El matrimoni fou novament anul·lat el 1204 pel gran grau de consanguineïtat. Va tenir fills d'altres amants; entre ells la beata Sança Alfons de Lleó, habuda amb Teresa Gil de Soverosa (ca. 1170-), i Urraca Alfonso, que es casaria amb Lope Díaz II d'Haro

## Vida política
Es va enfrontar a la seva madrastra i al seu germanastre per la corona de Lleó. Per fer més forts els seus drets hereditaris va convocar la Cúria Règia i va rebre el suport del clergat, els nobles i les autoritats civils.
Després de divorciar-se de Berenguera es va centrar en la rivalitat del seu regne amb el de Castella. El 1217 Berenguera va esdevenir reina de Castella per la mort del seu germà Enric I de Castella, però va abdicar aquell mateix any en favor del fill d'ambdós, Ferran III el Sant, cosa que provocà que aquest es traslladés al costat de la seva mare per governar el regne castellà i abandonés el seu pare. El 1218 va fundar la Universitat de Salamanca. Alfons IX decidí llavors centrar-se a combatre els àrabs, aconseguint conquerir les ciutats de Càceres el 1229 i Mèrida i Badajoz el 1230.
Va morir el 1230, deixant el regne a les seves filles Sança de Lleó i Dolça de Lleó, però serà finalment Ferran III de Castella el que assolirà el poder, gràcies al Pacte de Terceries el mateix any 1230. Amb l'ascens de Ferran III de Castella al tron de Lleó s'uniran novament, i ja de forma definitiva, els dos regnes principals castellans.